# Nina Gordon
Nina Rachel Gordon Shapiro (Chicago, 14 novembre 1967) è una cantautrice e chitarrista statunitense.

## Biografia
Nota per essere stata la vocalist e chitarrista del gruppo rock Veruca Salt, da lei cofondato a Chicago nel 1993, ha lasciato questa band nel 1998 e ha intrapreso una carriera solista.
Nel 2013 è ritornata nella line-up del gruppo Veruca Salt.
È moglie del musicista Jeff Russo, membro dei Tonic.

## Discografia
Album solista
- 2000 - Tonight and the Rest of My Life
- 2006 - Bleeding Heart Graffiti

Album con i Veruca Salt
- 1994 - American Thighs
- 1996 - Blow It Out Your Ass It's Veruca Salt (EP)
- 1997 - Eight Arms to Hold You